# Nathan Ismar
Nathan Ismar (* 30. März 1999 in Vitry-sur-Seine) ist ein französischer Leichtathlet, der sich auf den Hochsprung spezialisiert hat.

## Sportliche Laufbahn
Erste internationale Erfahrungen sammelte Nathan Ismar im Jahr 2018, als er bei den U23-Mittelmeermeisterschaften in Jesolo mit übersprungenen 2,13 m den fünften Platz belegte. Anschließend erreichte er bei den U20-Weltmeisterschaften in Tampere mit 2,19 m Rang sechs. Im Jahr darauf schied er bei den U23-Europameisterschaften in Gävle mit 2,12 m in der Qualifikationsrunde aus und 2021 gewann er bei den U23-Europameisterschaften in Tallinn mit einer Höhe von 2,17 m die Silbermedaille hinter dem Tschechen Jan Štefela. Im Jahr darauf startete er bei den Mittelmeerspielen in Oran und gelangte dort mit 2,19 m auf den fünften Platz.
In den Jahren 2021 und 2022 wurde Micheau französischer Meister im Hochsprung im Freien.

## Persönliche Bestleistungen
- Hochsprung: 2,26 m, 11. Juni 2022 in Carquefou
  - Hochsprung (Halle): 2,20 m, 30. Januar 2020 in Rennes